# Янькино
Я́нькино (рос. Янькино, марій. Нуръял) — присілок у складі Гірськомарійського району Марій Ел, Росія. Входить до складу Ємешевського сільського поселення.

## Населення
Населення — 132 особи (2010; 148 у 2002).
Національний склад (станом на 2002 рік):
- марі — 89 %